# Faboideae
Faboideae (alternativno Papilionoideae), potporodica mahunarki. Postoji podjela na dvadesetak tribusa

## Opis
Papilionoideae je potporodica koju većina ljudi zamisli kada se spomenu mahunarke. Daleko je najveća i ekološki najraznovrsnija od tri potporodice, s oko 450 rodova i 12 000 vrsta. Njegovi članovi obično imaju bilateralno simetrične cvjetove poput onih graška (Pisum), s dvije latice krila, dvije latice kobilice i velikom standardnom laticom. Upravo ta floralna morfologija poput leptira ('papilionoidna') daje ime potporodici. Ovo morfološko stanje je izvedeno, a neki članovi potporodice koji se rano divergiraju zadržavaju radijalno simetričnu floralnu morfologiju Caesalpinioideae i drugih porodica rosida. Čini se da papilionoidi nemaju posebno bliskih saveznika među svojtama cezalpinioida.

## Rodovi
1. Tribus ADA
  1. Subtribus Angylocalycinae (Yakovlev) Povydysh
    1. Xanthocercis Baill. (3 spp.)
    2. Angylocalyx Taub. (6 spp.)
    3. Castanospermum A. Cunn. (1 sp.)
    4. Alexa Moq. (10 spp.)

  2. Subtribus Dipteryginae Polhill
    1. Monopteryx Spruce ex Benth. (3 spp.)
    2. Taralea Aubl. (6 spp.)
    3. Pterodon Vogel (5 spp.)
    4. Dipteryx Schreb. (11 spp.)

  3. Subtribus Amburaneae clade
    1. Petaladenium Ducke (1 sp.)
    2. Dussia Krug & Urb. ex Taub. (10 spp.)
    3. Myrospermum Jacq. (2 spp.)
    4. Myrocarpus Allemão (5 spp.)
    5. Myroxylon L. fil. (2 spp.)
    6. Amburana Schwacke & Taub. (3 spp.)
    7. Cordyla Lour. (5 spp.)
    8. Dupuya J. H. Kirkbr. (2 spp.)
    9. Mildbraediodendron Harms (1 sp.)
    10. Neoharmsia R. Vig. (2 spp.)
    11. Sakoanala R. Vig. (2 spp.)
2. Tribus Swartzieae DC.
  1. Trischidium  Tul. (5 spp.)
  2. Cyathostegia  (Benth.) Schery (2 spp.)
  3. Ateleia  Sessé & Moc. ex D. Dietr. (24 spp.)
  4. Bobgunnia  J. H. Kirkbr. & Wiersema (2 spp.)
  5. Swartzia  Schreb. (201 spp.)
  6. Bocoa  Aubl. (4 spp.)
  7. Candolleodendron  R. S. Cowan (1 sp.)
3. Tribus Cladrastideae L.Duan & J.Wen
  1. Styphnolobium Schott (7 spp.)
  2. Cladrastis Raf. (7 spp.)
  3. Pickeringia Nutt. ex Torr. & A. Gray (1 sp.)
4. Tribus Amphimanteae Pellegr.
  1. Subtribus bazalni genera
    1. Amphimas Pierre ex Dalla Torre & Harms (3 spp.)

  2. Subtribus Klada Dermatophyllum 
    1. Dermatophyllum Scheele (6 spp.)

  3. Subtribus Lecointea clade
    1. Harleyodendron R. S. Cowan (1 sp.)
    2. Uribea Dugand & Romero (1 sp.)
    3. Holocalyx Micheli (1 sp.)
    4. Lecointea Ducke (7 spp.)
    5. Exostyles Schott ex Spreng. (4 spp.)
    6. Zollernia Maxim. Wied. & Nees (12 spp.)

  4. Subtribus Vataireoid clade
    1. Sweetia Spreng. (1 sp.)
    2. Vataireopsis Ducke (4 spp.)
    3. Vatairea Aubl. (8 spp.)
    4. Luetzelburgia Harms (15 spp.)

  5. Subtribus Andiroid clade
    1. Hymenolobium Benth. ex Mart. (16 spp.)
    2. Andira Juss. (30 spp.)
    3. Aldina Endl. (23 spp.)
    4. Uleanthus Harms (1 sp.)
5. Tribus Genistoid s. lat. clade
  1. Subtribus Ormosiinae
    1. Panurea Spruce ex Benth. & Hook. fil. (2 spp.)
    2. Clathrotropis (Benth.) Harms (5 spp.)
    3. Spirotropis Tul. (1 sp.)
    4. Ormosia G. Jacks. (135 spp.)

  2. Subtribus Clade nov.
    1. Camoensia Welw. ex Benth. & Hook. fil. (2 spp.)
    2. Pericopsis Thwaites (4 spp.)

  3. Subtribus Bowdichia clade
    1. Bowdichia Kunth (3 spp.)
    2. Leptolobium Vogel (12 spp.)
    3. Guianodendron Sch. Rodr. & A. M. G. Azevedo (1 sp.)
    4. Staminodianthus D. B. O. S. Cardoso & H. C. Lima (3 spp.)
    5. Diplotropis Benth. (10 spp.)

  4. Subtribus Brongniartiinae Hutch.
    1. Haplormosia Harms (1 sp.)
    2. Poecilanthe Benth. (10 spp.)
    3. Amphiodon Huber (1 sp.)
    4. Tabaroa L. P. Queiroz, G. P. Lewis & M. F. Wojc. (1 sp.)
    5. Harpalyce Moc. & Sessé ex DC. (37 spp.)
    6. Limadendron Meireles & A. M. G. Azevedo (2 spp.)
    7. Behaimia Griseb. (1 sp.)
    8. Cyclolobium Benth. (1 sp.)
    9. Brongniartia Kunth (63 spp.)
    10. Templetonia R. Br. (13 spp.)
    11. Cristonia J. H. Ross (2 spp.)
    12. Plagiocarpus Benth. (7 spp.)
    13. Lamprolobium Benth. (2 spp.)
    14. Thinicola J. H. Ross (1 sp.)
    15. Hovea R. Br. (34 spp.)
6. Tribus Sophoreae Spreng. ex DC.
  1. Bolusanthus Harms (1 sp.)
  2. Platycelyphium Harms (1 sp.)
  3. Dicraeopetalum Harms (3 spp.)
  4. Maackia Rupr. & Maxim. (9 spp.)
  5. Baptisia Vent. (15 spp.)
  6. Thermopsis R. Br. (27 spp.)
  7. Piptanthus Sweet (2 spp.)
  8. Anagyris L. (2 spp.)
  9. Ammopiptanthus S. H. Cheng (2 spp.)
  10. Sophora L. (68 spp.)
  11. Ammodendron Fisch. ex DC. (4 spp.)
  12. Salweenia Baker fil. (2 spp.)
7. Tribus Euchresteae Ohashi
  1. Euchresta Benn. (4 spp.)
8. Tribus Podalyrieae Benth.
  1. Cadia Forssk. (8 spp.)
  2. Xiphotheca Eckl. & Zeyh. (10 spp.)
  3. Virgilia Lam. (2 spp.)
  4. Stirtonanthus B.-E. van Wyk & A. L. Schutte (3 spp.)
  5. Podalyria Lam. ex Willd. (27 spp.)
  6. Liparia L. (12 spp.)
  7. Priestleya DC. (8 spp.)
  8. Cyclopia Vent. (26 spp.)
  9. Calpurnia E. Mey. (9 spp.)
  10. Amphithalea Eckl. & Zeyh. (43 spp.)
9. Tribus Crotalarieae Hutch.
  1. Euchlora Eckl. & Zeyh. (1 sp.)
  2. Bolusia Benth. (8 spp.)
  3. Crotalaria L. (705 spp.)
  4. Heylandia DC. (2 spp.)
  5. Ezoloba B.-E. van Wyk & Boatwr. (1 sp.)
  6. Leobordea Delile (49 spp.)
  7. Listia E. Mey. (7 spp.)
  8. Lotononis (DC.) Eckl. & Zeyh. (96 spp.)
  9. Pearsonia Dümmer (13 spp.)
  10. Rothia Pers. (2 spp.)
  11. Robynsiophyton R. Wilczek (1 sp.)
  12. Aspalathus L. (291 spp.)
  13. Lebeckia Thunb. (22 spp.)
  14. Wiborgiella Boatwr. & B.-E. van Wyk (10 spp.)
  15. Rafnia Thunb. (21 spp.)
  16. Calobota Eckl. & Zeyh. (16 spp.)
  17. Wiborgia Thunb. (10 spp.)
10. Tribus Genisteae Bronn
  1. Oberholzeria Swanepoel, M. M. le Roux, M. F. Wojc. & A. E. van Wyk (1 sp.)
  2. Melolobium Eckl. & Zeyh. (15 spp.)
  3. Dichilus DC. (5 spp.)
  4. Polhillia C. H. Stirt. (12 spp.)
  5. Argyrolobium Eckl. & Zeyh. (89 spp.)
  6. Lupinus L. (595 spp.)
  7. Anarthrophyllum Benth. (15 spp.)
  8. Sellocharis Taub. (1 sp.)
  9. Adenocarpus DC. (19 spp.)
  10. Cytisophyllum O. Láng (1 sp.)
  11. Petteria C. Presl (1 sp.)
  12. Laburnum Fabr. (2 spp.)
  13. Podocytisus Boiss. & Heldr. (1 sp.)
  14. Cytisus L. (72 spp.)
  15. Calicotome Link (5 spp.)
  16. Erinacea Adans. (1 sp.)
  17. Genista L. (152 spp.)
  18. Spartium L. (1 sp.)
  19. Stauracanthus Link (3 spp.)
  20. Ulex L. (15 spp.)
11. Tribus Amorpheae Boriss.
  1. Psorothamnus Rydb. (12 spp.)
  2. Dalea L. (197 spp.)
  3. Marina Liebm. (40 spp.)
  4. Apoplanesia C. Presl (2 spp.)
  5. Amorpha L. (15 spp.)
  6. Parryella Torr. & A. Gray ex A. Gray (1 sp.)
  7. Errazurizia Phil. (4 spp.)
  8. Eysenhardtia Kunth (13 spp.)
12. Tribus Dalbergieae DC.
  1. Subtribus Adesmiinae
    1. Adesmia DC. (208 spp.)

  2. Subtribus Poiretiinae
    1. Amicia Kunth (7 spp.)
    2. Zornia J. F. Gmel. (99 spp.)
    3. Poiretia Vent. (12 spp.)
    4. Nissolia Jacq. (33 spp.)

  3. Subtribus Clade nov.
    1. Weberbauerella Ulbr. (3 spp.)

  4. Subtribus Ormocarpinae Rudd
    1. Diphysa Jacq. (21 spp.)
    2. Zygocarpum Thulin & Lavin (6 spp.)
    3. Pictetia DC. (8 spp.)
    4. Ormocarpum P. Beauv. (19 spp.)
    5. Ormocarpopsis R. Vig. (8 spp.)
    6. Peltiera Labat & Du Puy (1 sp.)

  5. Subtribus Aeschynomeninae
    1. Aeschynomene L. (113 spp.)
    2. Soemmeringia Mart. (1 sp.)
    3. Geissaspis Wight & Arn. (2 spp.)
    4. Cyclocarpa Afzel. ex Baker (1 sp.)
    5. Smithia Aiton (19 spp.)
    6. Kotschya Endl. (30 spp.)
    7. Humularia P. A. Duvign. (33 spp.)
    8. Bryaspis P. A. Duvign. (2 spp.)

  6. Subtribus Dalbergiinae
    1. Dalbergia L. fil. (284 spp.)
    2. Ctenodon Baill. (66 spp.)
    3. Machaerium Pers. (135 spp.)
13. Tribus Pterocarpus clade
  1. Subtribus Discolobiinae
    1. Riedeliella Harms (3 spp.)
    2. Discolobium Benth. (6 spp.)

  2. Subtribus Stylosanthinae
    1. Cascaronia Griseb. (1 sp.)
    2. Geoffroea Jacq. (3 spp.)
    3. Fissicalyx Benth. (1 sp.)
    4. Fiebrigiella Harms (1 sp.)
    5. Chapmannia Torr. & A. Gray (6 spp.)
    6. Pachecoa Standl. & Steyerm. (1 sp.)
    7. Stylosanthes Sw. (52 spp.)
    8. Arachis L. (83 spp.)

  3. Subtribus nov.
    1. Grazielodendron H. C. Lima (1 sp.)
    2. Platymiscium Vogel (19 spp.)

  4. Subtribus Bryinae B. G. Schub.
    1. Cranocarpus Benth. (3 spp.)
    2. Brya P. Browne (7 spp.)
    3. Phylacium Benn. (2 spp.)
    4. Neocollettia Hemsl. (1 sp.)

  5. Subtribus nov.
    1. Acosmium Schott (4 spp.)

  6. Subtribus nov.
    1. Platypodium Vogel (1 sp.)
    2. Inocarpus J. R. Forst. & G. Forst. (3 spp.)
    3. Maraniona C. E. Hughes, G. P. Lewis, Daza & Reynel (1 sp.)
    4. Tipuana (Benth.) Benth. (1 sp.)
    5. Ramorinoa Speg. (1 sp.)
    6. Centrolobium Mart. ex Benth. (7 spp.)
    7. Paramachaerium Ducke (5 spp.)
    8. Etaballia Benth. (1 sp.)
    9. Pterocarpus Jacq. (41 spp.)
14. Tribus Baphia group
  1. Dalhousiea Wall. ex Benth. (3 spp.)
  2. Airyantha Brummitt (2 spp.)
  3. Leucomphalos Benth. ex Planch. (5 spp.)
  4. Bowringia Champ. & Benth. (1 sp.)
  5. Baphia Afzel. ex Lodd. (48 spp.)
  6. Baphiastrum Harms (1 sp.)
  7. Baphiopsis Benth. ex Baker (1 sp.)
15. Tribus Hypocalypteae A. L. Schutte
  1. Hypocalyptus Thunb. (3 spp.)
16. Tribus Bossiaeeae Hutch.
  1. Gompholobium Sm. (49 spp.)
  2. Sphaerolobium Sm. (20 spp.)
  3. Erichsenia Hemsl. (1 sp.)
  4. Viminaria Sm. (1 sp.)
  5. Daviesia Sm. (131 spp.)
  6. Goodia Salisb. (5 spp.)
  7. Paragoodia I. Thomps. (1 sp.)
  8. Bossiaea Vent. (78 spp.)
  9. Platylobium Sm. (8 spp.)
  10. Muelleranthus Hutch. (4 spp.)
  11. Ptychosema Benth. (1 sp.)
  12. Aenictophyton A. T. Lee (2 spp.)
17. Tribus Mirbelieae (Benth.) Polhill & Crisp
  1. Isotropis Benth. (16 spp.)
  2. Leptosema Benth. (11 spp.)
  3. Latrobea Meisn. (8 spp.)
  4. Jacksonia R. Br. (80 spp.)
  5. Eutaxia R. Br. (21 spp.)
  6. Dillwynia Sm. (27 spp.)
  7. Almaleea Crisp & P. H. Weston (5 spp.)
  8. Pultenaea Sm. (127 spp.)
  9. Aotus Sm. (17 spp.)
  10. Euchilopsis F. Muell. (1 sp.)
  11. Phyllota (DC.) Benth. (10 spp.)
  12. Urodon Turcz. (2 spp.)
  13. Stonesiella Crisp & P. H. Weston (1 sp.)
  14. Gastrolobium R. Br. (112 spp.)
  15. Chorizema Labill. (23 spp.)
  16. Oxylobium Andrews (12 spp.)
  17. Podolobium R. Br. (5 spp.)
  18. Mirbelia Sm. in Kon. & Sims (28 spp.)
18. Tribus Indigofereae Benth.
  1. Phylloxylon Baill. (7 spp.)
  2. Indigofera L. (712 spp.)
  3. Cyamopsis DC. (4 spp.)
  4. Indigastrum Jaub. & Spach (9 spp.)
  5. Rhynchotropis Harms (2 spp.)
  6. Microcharis Benth. (36 spp.)
19. Tribus Basal Millettioids (BMP group)
  1. Schefflerodendron Harms (4 spp.)
  2. Dewevrea Micheli (2 spp.)
  3. Craibia Dunn (10 spp.)
  4. Disynstemon R. Vig. (1 sp.)
  5. Aganope Miq. (13 spp.)
  6. Burkilliodendron Sastry (1 sp.)
  7. Ostryocarpus Hook. fil. (2 spp.)
  8. Dalbergiella Baker fil. (3 spp.)
  9. Austrosteenisia R. Geesink (4 spp.)
  10. Platycyamus Benth. (2 spp.)
  11. Kunstleria Prain ex King (8 spp.)
  12. Craspedolobium Harms (1 sp.)
20. Tribus Abreae Hutch.
  1. Genus Abrus Adans. (17 spp.)
  2. Subtribus Diocleinae
    1. Canavalia DC. (61 spp.)
    2. Camptosema Hook. & Arn. (13 spp.)
    3. Galactia P. Browne (119 spp.)
    4. Lackeya Fortunato, L. P. Queiroz & G. P. Lewis (1 sp.)
    5. Collaea DC. (6 spp.)
    6. Cratylia Mart. ex Benth. (5 spp.)
    7. Cymbosema Benth. (1 sp.)
    8. Cleobulia Mart. ex Benth. (4 spp.)
    9. Dioclea Kunth (14 spp.)
    10. Macropsychanthus Harms (49 spp.)

  3. Subtribus Clitoriinae
    1. Clitoria L. (63 spp.)
    2. Centrosema (DC.) Benth. (42 spp.)
    3. Periandra Mart. ex Benth. (7 spp.)
    4. Clitoriopsis R. Wilczek (1 sp.)
    5. Apios Fabr. (8 spp.)

  4. Subtribus Ophrestiinae J. A. Lackey
    1. Cruddasia Prain (5 spp.)
    2. Ophrestia H. M. L. Forbes (14 spp.)
    3. Pseuderiosema Hauman (5 spp.)
21. Tribus Millettieae Miq.
  1. Leptoderris Dunn (30 spp.)
  2. Philenoptera Fenzl (12 spp.)
  3. Platysepalum Welw. ex Baker (12 spp.)
  4. Imbralyx R. Geesink (9 spp.)
  5. Antheroporum Gagnep. (6 spp.)
  6. Huchimingia Z. Q. Song & Shi J. Li (5 spp.)
  7. Hesperothamnus Brandegee (5 spp.)
  8. Apurimacia Harms (2 spp.)
  9. Tephrosia Pers. (361 spp.)
  10. Ptycholobium Harms (3 spp.)
  11. Requienia DC. (3 spp.)
  12. Pyranthus Du Puy & Labat (6 spp.)
  13. Mundulea (DC.) Benth. (12 spp.)
  14. Chadsia Bojer (9 spp.)
  15. Derris Lour. (73 spp.)
  16. Ohashia X. Y. Zhu & R. P. Zhang (1 sp.)
  17. Sylvichadsia Du Puy & Labat (4 spp.)
  18. Pongamiopsis R. Vig. (5 spp.)
  19. Piscidia L. (7 spp.)
  20. Millettia Wight & Arn. (193 spp.)
  21. Pongamia Vent. (1 sp.)
  22. Fordia Hemsl. ex Forbes & Hemsl. (10 spp.)
  23. Ibatiria W. E. Cooper (1 sp.)
  24. Deguelia Aubl. (23 spp.)
  25. Brachypterum (Wight & Arn.) Benth. (12 spp.)
  26. Muellera L. fil. (31 spp.)
  27. Dahlstedtia Malme (15 spp.)
  28. Lonchocarpus Kunth (159 spp.)
22. Tribus Desmodieae Hutch.
  1. Subtribus Lespedezinae (Hutch.) B. G. Schub.
    1. Lespedeza Michx. (48 spp.)
    2. Kummerowia Schindl. (2 spp.)
    3. Campylotropis Bunge (41 spp.)

  2. Subtribus Desmodiinae
    1. Hylodesmum H. Ohashi & R. R. Mill (12 spp.)
    2. Trifidacanthus Merr. (1 sp.)
    3. Pseudarthria Wight & Arn. (7 spp.)
    4. Pleurolobus J. St.-Hil. (6 spp.)
    5. Polhillides H. Ohashi & K. Ohashi (1 sp.)
    6. Maekawaea H.Ohashi & K.Ohashi (3 spp.)
    7. Desmodium Desv. (186 spp.)
    8. Pedleya H. Ohashi & K. Ohashi (1 sp.)
    9. Pullenia H. Ohashi & K. Ohashi (1 sp.)
    10. Bouffordia H. Ohashi & K. Ohashi (1 sp.)
    11. Desmodiopsis (Schindl.) H. Ohashi & K. Ohashi (1 sp.)
    12. Huangtcia H. Ohashi & K. Ohashi (2 spp.)
    13. Oxytes (Schindl.) H. Ohashi & K. Ohashi (4 spp.)
    14. Tateishia H. Ohashi & K. Ohashi (3 spp.)
    15. Sohmaea H. Ohashi & K. Ohashi (8 spp.)
    16. Grona Lour. (48 spp.)
    17. Holtzea Schindl. (1 sp.)
    18. Ototropis Nees (14 spp.)
    19. Codariocalyx Hassk. (2 spp.)
    20. Leptodesmia (Benth.) Benth. (4 spp.)
    21. Pycnospora R. Br. ex Wight & Arn. (1 sp.)
    22. Mecopus Benn. (1 sp.)
    23. Alysicarpus Neck. (38 spp.)
    24. Desmodiastrum (Prain) A. Pramanik & Thoth. (3 spp.)
    25. Melliniella Harms (1 sp.)
    26. Eleiotis DC. (2 spp.)
    27. Hegnera Schindl. (1 sp.)
    28. Uraria Desv. (22 spp.)
    29. Urariopsis Schindl. (2 spp.)
    30. Christia Moench (11 spp.)
    31. Ougeinia Benth. (1 sp.)
    32. Aphyllodium (DC.) Gagnep. (9 spp.)
    33. Tadehagi H. Ohashi (8 spp.)
    34. Akschindlium H. Ohashi (1 sp.)
    35. Droogmansia De Wild. (22 spp.)
    36. Dendrolobium (Wight & Arn.) Benth. (18 spp.)
    37. Phyllodium Desv. (7 spp.)
    38. Ohwia H. Ohashi (2 spp.)
    39. Hanslia Schindl. (1 sp.)
    40. Verdesmum H. Ohashi & K. Ohashi (2 spp.)
    41. Nephrodesmus Schindl. (5 spp.)
    42. Arthroclianthus Baill. (19 spp.)
    43. Monarthrocarpus Merr. (2 spp.)

  3. Subtribus Kennediinae
    1. Shuteria Wight & Arn. (5 spp.)
    2. Afroamphica H. Ohashi & K. Ohashi (1 sp.)
    3. Kennedia Vent. (15 spp.)
    4. Hardenbergia Benth. (3 spp.)
    5. Vandasina Rauschert (1 sp.)

  4. Subtribus nov.
    1. Haymondia A. N. Egan & B. Pan (1 sp.)
23. Tribus Phaseoleae DC.
  1. Subtribus Basal Phaseoleae
    1. Butea J. Koenig ex Roxb. (4 spp.)
    2. Spatholobus Hassk. (34 spp.)
    3. Meizotropis Voigt (1 sp.)

  2. Subtribus Cajaninae
    1. Flemingia Roxb. ex W. T. Aiton (42 spp.)
    2. Dunbaria Wight & Arn. (22 spp.)
    3. Cajanus DC. (33 spp.)
    4. Rhynchosia Lour. (257 spp.)
    5. Nomismia Wight & Arn. (1 sp.)
    6. Bolusafra Kuntze (1 sp.)
    7. Eriosema (DC.) G. Don (163 spp.)
    8. Adenodolichos Harms (22 spp.)
    9. Paracalyx Ali (5 spp.)

  3. Subtribus Erythrininae
    1. Erythrina L. (124 spp.)
    2. Rhodopis Urb (1 sp.)
    3. Neorudolphia Britton (1 sp.)
    4. Mucuna Adans. (117 spp.)
    5. Cochlianthus Benth. (2 spp.)
    6. Psophocarpus Neck. (9 spp.)
    7. Dysolobium (Benth.) Prain (6 spp.)
    8. Otoptera DC. (2 spp.)
    9. Decorsea R. Vig. (6 spp.)

  4. Subtribus nov.
    1. Strongylodon Vogel (15 spp.)

  5. Subtribus Phaseolinae
    1. Sphenostylis E. Mey. (8 spp.)
    2. Nesphostylis Verdc. (4 spp.)
    3. Alistilus N. E. Br. (3 spp.)
    4. Austrodolichos Verdc. (1 sp.)
    5. Wajira Thulin (5 spp.)
    6. Macrotyloma (Wight & Arn.) Verdc. (24 spp.)
    7. Dolichos L. (69 spp.)
    8. Dipogon Liebm. (1 sp.)
    9. Lablab Adans. (1 sp.)
    10. Spathionema Taub. (1 sp.)
    11. Physostigma Balf. (5 spp.)
    12. Vatovaea Chiov. apud Chiarugi (1 sp.)
    13. Vigna Savi (111 spp.)
    14. Oxyrhynchus Brandegee (4 spp.)
    15. Phaseolus L. (84 spp.)
    16. Ramirezella Rose (8 spp.)
    17. Condylostylis Piper (2 spp.)
    18. Ancistrotropis A. Delgado (6 spp.)
    19. Sigmoidotropis (Piper) A. Delgado (9 spp.)
    20. Helicotropis A. Delgado (4 spp.)
    21. Leptospron (Benth. & Hook. fil.) A. Delgado (2 spp.)
    22. Macroptilium (Benth.) Urb. (22 spp.)
    23. Dolichopsis Hassl. (2 spp.)
    24. Mysanthus G. P. Lewis & A. Delgado (1 sp.)
    25. Oryxis A. Delgado & G. P. Lewis (1 sp.)
    26. Strophostyles Elliott (3 spp.)

  6. Subtribus Glycininae
    1. Mastersia Benth. (2 spp.)
    2. Diphyllarium Gagnep. (1 sp.)
    3. Toxicopueraria A. N. Egan & B. Pan (2 spp.)
    4. Cologania Kunth (16 spp.)
    5. Harashuteria K. Ohashi & H. Ohashi (1 sp.)
    6. Neorautanenia Schinz (3 spp.)
    7. Herpyza Sauvalle (1 sp.)
    8. Pachyrhizus A. Rich. ex DC. (5 spp.)
    9. Calopogonium Desv. (9 spp.)
    10. Neonotonia Lackey (2 spp.)
    11. Teyleria Backer (4 spp.)
    12. Pseudovigna (Harms) Verdc. (3 spp.)
    13. Eminia Taub. (4 spp.)
    14. Pseudeminia Verdc. (4 spp.)
    15. Sinodolichos Verdc. (2 spp.)
    16. Neustanthus Benth. (1 sp.)
    17. Dumasia DC. (11 spp.)
    18. Ladeania A. N. Egan & Reveal (2 spp.)
    19. Rupertia Grimes (3 spp.)
    20. Pediomelum Rydb. (25 spp.)
    21. Cullen Medik. (35 spp.)
    22. Orbexilum Raf. (12 spp.)
    23. Bituminaria Heist. ex Fabr. (10 spp.)
    24. Hoita Rydb. (3 spp.)
    25. Otholobium C. H. Stirt. (63 spp.)
    26. Psoralea L. (68 spp.)
    27. Glycine L. (29 spp.)
    28. Amphicarpaea Elliott (4 spp.)
    29. Teramnus P. Browne (9 spp.)
    30. Nogra Merr. (4 spp.)
    31. Pueraria DC. (17 spp.)
24. Tribus Loteae DC.
  1. Podolotus Royle ex Benth. (1 sp.)
  2. Coronilla L. (11 spp.)
  3. Securigera DC. (13 spp.)
  4. Scorpiurus L. (2 spp.)
  5. Hippocrepis L. (35 spp.)
  6. Pseudolotus Rech. fil. (2 spp.)
  7. Antopetitia A. Rich. (1 sp.)
  8. Anthyllis L. (20 spp.)
  9. Hymenocarpos Savi (4 spp.)
  10. Lotus L. (133 spp.)
  11. Tripodion Medik. (1 sp.)
  12. Cytisopsis Jaub. & Spach (2 spp.)
  13. Hammatolobium Fenzl (2 spp.)
  14. Hosackia Douglas ex Benth. (13 spp.)
  15. Ornithopus L. (6 spp.)
  16. Acmispon Raf. (36 spp.)
  17. Kebirita Kramina & D. D. Sokoloff (1 sp.)
  18. Dorycnopsis Boiss. (1 sp.)
25. Tribus Sesbanieae Hutch.
  1. Sesbania Scop. (62 spp.)
  2. Glottidium Desv. (1 sp.)
26. Tribus Robinieae Hutch.
  1. Hebestigma Urb. (1 sp.)
  2. Lennea Klotzsch (3 spp.)
  3. Olneya A. Gray (1 sp.)
  4. Coursetia DC. (39 spp.)
  5. Sphinctospermum Rose (1 sp.)
  6. Genistidium I. M. Johnst. (1 sp.)
  7. Robinia L. (4 spp.)
  8. Poissonia Baill. (4 spp.)
  9. Peteria A. Gray (4 spp.)
  10. Gliricidia Kunth (4 spp.)
  11. Hybosema Harms (1 sp.)
  12. Poitea Vent. (12 spp.)
27. Tribus Adinobotryeae
  1. Adinobotrys Dunn (4 spp.)
28. Tribus Glycyrrhizeae
  1. Glycyrrhiza L. (28 spp.)
29. Tribus Wisterieae
  1. Sarcodum Lour. (3 spp.)
  2. Endosamara R. Geesink (1 sp.)
  3. Sigmoidala J. Compton & Schrire (1 sp.)
  4. Nanhaia J. Compton & Schrire (2 spp.)
  5. Wisteriopsis J. Compton & Schrire (5 spp.)
  6. Callerya Endl. (14 spp.)
  7. Villosocallerya L. Duan, J. Compton & Schrire (1 sp.)
  8. Serawaia J. Compton & Schrire (1 sp.)
  9. Whitfordiodendron Elmer (4 spp.)
  10. Kanburia J. Compton, Mattapha, Sirich. & Schrire (2 spp.)
  11. Afgekia Craib (2 spp.)
  12. Padbruggea Miq. (3 spp.)
  13. Austrocallerya J. Compton & Schrire (3 spp.)
  14. Wisteria Nutt. (4 spp.)
30. Tribus Galegeae s. lat.
  1. Subtribus Astragalinae
    1. Gueldenstaedtia Fisch. (4 spp.)
    2. Chesneya Endl. (38 spp.)
    3. Caragana Fabr. (91 spp.)
    4. Halimodendron DC. (1 sp.)
    5. Astragalus L. (3042 spp.)
    6. Calophaca Fisch. (8 spp.)
    7. Chesniella Boriss. (7 spp.)
    8. Erophaca Boiss. (1 sp.)
    9. Tibetia (Ali) H. P. Tsui (5 spp.)
    10. Oxytropis DC. (603 spp.)

  2. Subtribus Hedysarinae DC.
    1. Alhagi Gagnebin (3 spp.)
    2. Hedysarum L. (218 spp.)
    3. Taverniera DC. (15 spp.)
    4. Ebenus L. (20 spp.)
    5. Sulla Medik. (7 spp.)
    6. Eversmannia Bunge (4 spp.)
    7. Corethrodendron Fisch. & Basiner (5 spp.)
    8. Onobrychis Mill. (195 spp.)

  3. Subtribus Coluteinae
    1. Podlechiella Maassoumi & Kaz. Osaloo (1 sp.)
    2. Streblorrhiza Endl. (1 sp.)
    3. Carmichaelia R. Br. (24 spp.)
    4. Willdampia A. S. George (1 sp.)
    5. Clianthus Banks & Sol. ex G. Don (3 spp.)
    6. Montigena Heenan (1 sp.)
    7. Swainsona Salisb. (80 spp.)
    8. Phyllolobium Fisch. (23 spp.)
    9. Lessertia DC. (60 spp.)
    10. Sphaerophysa DC. (2 spp.)
    11. Oreophysa (Bunge ex Boiss.) Bornm. (1 sp.)
    12. Smirnovia Bunge (1 sp.)
    13. Eremosparton Fisch. & C. A. Mey. (3 spp.)
    14. Colutea L. (26 spp.)

  4. Subtribus Parochetinae Chaudhary & Sanjappa
    1. Parochetus Buch.-Ham. ex D. Don (2 spp.)

  5. Subtribus Galeginae s. str.
    1. Galega L. (8 spp.)
31. Tribus Cicereae Alef.
  1. Cicer L. (45 spp.)
32. Tribus Trifolieae Endl.
  1. Trifolium L. (279 spp.)
33. Tribus Fabeae Rchb.
  1. Vicia L. (228 spp.)
  2. Ervilia Link (9 spp.)
  3. Ervum L. (3 spp.)
  4. Lathyrus L. (184 spp.)
34. Tribus Ononideae (Hutch.) Yakovlev
  1. Ononis L. (92 spp.)
35. Tribus Trigonelleae E. Small
  1. Trigonella L. (107 spp.)
  2. Melilotus Mill. (22 spp.)
  3. Medicago L. (85 spp.)